# Општина Лерма (Мексико)
Лерма (шп. Lerma) општина је у Мексику у савезној држави Мексико. Општина се налази на надморској висини од 2580 м.

## Становништво
Према подацима из 2010. у општини је живело 134799 становника.

### Хронологија
| Година       | 2000                  | 2005                   | 2010                   |
| ------------ | --------------------- | ---------------------- | ---------------------- |
| Становништво | 99870 (49409 / 50461) | 105578 (52266 / 53312) | 134799 (66669 / 68130) |

### Попис
| \| \| м \| \| \| ж \| \| 0—2 \| 4.161 \| \| \| 3.916 \| \| 3—5 \| 4.283 \| \| \| 4.239 \| \| 6—11 \| 8.654 \| \| \| 8.201 \| \| 12—14 \| 3.810 \| \| \| 3.584 \| \| 15—17 \| 3.713 \| \| \| 3.831 \| \| 18—24 \| 8.631 \| \| \| 8.610 \| \| 60+ \| 4.461 \| \| \| 4.845 \| \| Просек : \| 28,0 \| \| \| 28,9 \| |       |  |  |       |
| |       |  |  |       |
| | м     |  |  | ж     |
| 0—2 | 4.161 |  |  | 3.916 |
| 3—5 | 4.283 |  |  | 4.239 |
| 6—11 | 8.654 |  |  | 8.201 |
| 12—14 | 3.810 |  |  | 3.584 |
| 15—17 | 3.713 |  |  | 3.831 |
| 18—24 | 8.631 |  |  | 8.610 |
| 60+ | 4.461 |  |  | 4.845 |
| Просек : | 28,0  |  |  | 28,9  |

| #   | Индикатор                                                                                        | Вредност |
| --- | ------------------------------------------------------------------------------------------------ | -------- |
| 1   | Становништво од 0 до 2 године                                                                    | 8077     |
| 2   | Мушко становништво од 0 до 2 године                                                              | 4161     |
| 3   | Женско становништво од 0 до 2 године                                                             | 3916     |
| 4   | Становништво са 3 и више година                                                                  | 125072   |
| 5   | Мушко становништво са 3 и више година                                                            | 61680    |
| 6   | Женско становништво са 3 и више година                                                           | 63392    |
| 7   | Становништво са 5 и више година                                                                  | 119368   |
| 8   | Мушко становништво са 5 и више година                                                            | 58805    |
| 9   | Женско становништво са 5 и више година                                                           | 60563    |
| 10  | Становништво са 12 и више година                                                                 | 99695    |
| 11  | Мушко становништво са 12 и више година                                                           | 48743    |
| 12  | Женско становништво са 12 и више година                                                          | 50952    |
| 13  | Становништво са 15 и више година                                                                 | 92301    |
| 14  | Мушко становништво са 15 и више година                                                           | 44933    |
| 15  | Женско становништво са 15 и више година                                                          | 47368    |
| 16  | Становништво са 18 и више година                                                                 | 84757    |
| 17  | Мушко становништво са 18 и више година                                                           | 41220    |
| 18  | Женско становништво са 18 и више година                                                          | 43537    |
| 19  | Становништво од 3 до 5 година                                                                    | 8522     |
| 20  | Мушко становништво од 3 до 5 година                                                              | 4283     |
| 21  | Женско становништво од 3 до 5 година                                                             | 4239     |
| 22  | Становништво од 6 до 11 година                                                                   | 16855    |
| 23  | Мушко становништво од 6 до 11 година                                                             | 8654     |
| 24  | Женско становништво од 6 до 11 година                                                            | 8201     |
| 25  | Становништво од 8 до 14 година                                                                   | 18487    |
| 26  | Мушко становништво од 8 до 14 година                                                             | 9496     |
| 27  | Женско становништво од 8 до 14 година                                                            | 8991     |
| 28  | Становништво од 12 до 14 година                                                                  | 7394     |
| 29  | Мушко становништво од 12 до 14 година                                                            | 3810     |
| 30  | Женско становништво од 12 до 14 година                                                           | 3584     |
| 31  | Становништво од 15 до 17 година                                                                  | 7544     |
| 32  | Мушко становништво од 15 до 17 година                                                            | 3713     |
| 33  | Женско становништво од 15 до 17 година                                                           | 3831     |
| 34  | Становништво од 18 до 24 године                                                                  | 17241    |
| 35  | Мушко становништво од 18 до 24 године                                                            | 8631     |
| 36  | Женско становништво од 18 до 24 године                                                           | 8610     |
| 37  | Женско становништво од 15 до 49 година                                                           | 37848    |
| 38  | Становништво са 60 и више година                                                                 | 9306     |
| 39  | Мушко становништво са 60 и више година                                                           | 4461     |
| 40  | Женско становништво са 60 и више година                                                          | 4845     |
| 41  | Однос између мушкараца и жена                                                                    | 97.86    |
| 42  | Становништво од нуле до 14 година                                                                | 40848    |
| 43  | Становништво од 15 до 64 године                                                                  | 85975    |
| 44  | Становништво од 65 година и више                                                                 | 6326     |
| 45  | Просечан број деце                                                                               | 2.25     |
| 46  | Становништво рођено у ентитету                                                                   | 112628   |
| 47  | Мушко становништво рођено у ентитету                                                             | 56145    |
| 48  | Женско становништво рођено у ентитету                                                            | 56483    |
| 49  | Становништво рођено у другом ентитету                                                            | 19715    |
| 50  | Мушко становништво рођено у другом ентитету                                                      | 9319     |
| 51  | Женско становништво рођено у другом ентитету                                                     | 10396    |
| 52  | Становништво од 5 година и више резидентно у ентитету у јуну 2005. године                        | 113470   |
| 53  | Мушко становништво старосног доба од 5 година и више, резидентно у ентитету у јуну 2005. године  | 55938    |
| 54  | Женско становништво старосног доба од 5 и више година, резидентно у ентитету у јуну 2005. године | 57532    |
| 55  | Становништво од 5 година и више које је живело у другом ентитету у јуну 2005. године             | 4792     |
| 56  | Мушко становништво старије од 5 година које је живело у другом ентитету у јуну 2005. године      | 2327     |
| 57  | Женско становништво старије од 5 година које је живело у другом ентитету у јуну 2005. године     | 2465     |
| 58  | Становништво од 3 године и више које говори аутохтони језик                                      | 2334     |
| 59  | Мушко становништво старо 3 године и више које говори аутохтони језик                             | 1230     |
| 60  | Женско становништво старо 3 године и више које говори аутохтони језик                            | 1104     |
| 61  | Становништво од 3 године и више које говори аутохтони језик и не говори шпански језик            | 8        |
| 62  | Мушко становништво старо 3 године и више које говори аутохтони језик и не говори шпански         | 2        |
| 63  | Женско становништво старо 3 године и више које говори аутохтони језик и не говори шпански језик  | 6        |
| 64  | Становништво старо 3 године и више које говори аутохтони језик и шпански                         | 2117     |
| 65  | Мушко становништво старо 3 године и више које говори аутохтони језик и шпански                   | 1124     |
| 66  | Женско становништво старо 3 године и више које говори аутохтони језик и шпански                  | 993      |
| 67  | Становништво од 5 година и више које говори аутохтони језик                                      | 2328     |
| 68  | Становништво од 5 година и више које говори аутохтони језик и не говори шпански језик            | 8        |
| 69  | Становништво од 5 година и више које говори аутохтони језик и говори шпански језик               | 2116     |
| 70  | Становништво у домородачким домаћинствима                                                        | 6611     |
| 71  | Становништво са ограничењима у активностима                                                      | 3839     |
| 72  | Становништво са ограниченим ходањем или кретањем, горе или доле                                  | 1816     |
| 73  | Становници са ограничењима вида, чак и уз кориштење сочива                                       | 1192     |
| 74  | Становништво са ограничењима говора, комуникације или конверзације                               | 355      |
| 75  | Становништво са ограниченим слухом                                                               | 477      |
| 76  | Становништво са ограничењима при одевању, купању или јелу                                        | 138      |
| 77  | Становништво са ограничењима у опажању или учењу једноставних ствари                             | 176      |
| 78  | Становништво са менталним ограничењима                                                           | 342      |
| 79  | Становништво без ограничења активности                                                           | 128159   |
| 80  | Становништво од 3 до 5 година које не похађа школу                                               | 4090     |
| 81  | Мушко становништво од 3 до 5 година које не похађа школу                                         | 2062     |
| 82  | Женско становништво од 3 до 5 година које не похађа школу                                        | 2028     |
| 83  | Становништво од 6 до 11 година које не похађа школу                                              | 355      |
| 84  | Мушко становништво од 6 до 11 година које не похађа школу                                        | 180      |
| 85  | Женско становништво од 6 до 11 година које не похађа школу                                       | 175      |
| 86  | Становништво од 12 до 14 година које не похађа школу                                             | 308      |
| 87  | Мушко становништво од 12 до 14 година које не похађа школу                                       | 172      |
| 88  | Женско становништво од 12 до 14 година које не похађа школу                                      | 136      |
| 89  | Становништво од 15 до 17 година похађа школу                                                     | 5508     |
| 90  | Мушко становништво од 15 до 17 година похађа школу                                               | 2691     |
| 91  | Женско становништво између 15 и 17 година живота у школи                                         | 2817     |
| 92  | Становништво од 18 до 24 године похађа школу                                                     | 4470     |
| 93  | Мушко становништво од 18 до 24 године похађа школу                                               | 2311     |
| 94  | Женско становништво од 18 до 24 године похађа школу                                              | 2159     |
| 95  | Становништво од 8 до 14 година које не може да чита и пише                                       | 212      |
| 96  | Мушко становништво старосног доба од 8 до 14 година које не може да чита и пише                  | 135      |
| 97  | Женско становништво старосног доби од 8 до 14 година које не може да чита и пише                 | 77       |
| 98  | Становништво од 15 година и више које је неписмено                                               | 4660     |
| 99  | Мушко становништво од 15 година и више које је неписмено                                         | 1431     |
| 100 | Женско становништво од 15 година и више које је неписмено                                        | 3229     |
| 101 | Становништво старо 15 и више година без школовања                                                | 4904     |
| 102 | Мушко становништво старо 15 и више година без школовања                                          | 1695     |
| 103 | Женско становништво старо 15 и више година без школовања                                         | 3209     |
| 104 | Становништво старосног доба 15 и више година са непотпуним основним образовањем                  | 8228     |
| 105 | Мушко становништво старосног доба од 15 година и више са непотпуном основним образовањем         | 3434     |
| 106 | Женско становништво старосног доба 15 и више година са непотпуном основним образовањем           | 4794     |
| 107 | Становништво старо 15 и више година са комплетним основним образовањем                           | 13699    |
| 108 | Мушко становништво старо 15 година и више са комплетним основним образовањем                     | 6101     |
| 109 | Женско становништво старо 15 и више година са комплетним основним образовањем                    | 7598     |
| 110 | Становништво старосног доба 15 и више година са непотпуним средњим образовањем                   | 3992     |
| 111 | Мушко становништво старосног доба од 15 година и више са непотпуним средњим образовањем          | 2265     |
| 112 | Женско становништво старосног доба од 15 година и више са непотпуним средњим образовањем         | 1727     |
| 113 | Становништво старо 15 и више година са пуним секундарном образовањем                             | 26810    |
| 114 | Мушко становништво старосног доба од 15 година и више са пуним секундарном образовањем           | 13912    |
| 115 | Женско становништво старосног доба од 15 година и више са пуним секундарном образовањем          | 12898    |
| 116 | Становништво старије од 18 година са постосновним образовањем                                    | 31057    |
| 117 | Мушко становништво старије од 18 година са постосновним образовањем                              | 15915    |
| 118 | Женско становништво старије од 18 година са постосновним образовањем                             | 15142    |
| 119 | Просечна оцена школовања                                                                         | 9.03     |
| 120 | Просечан ниво образовања мушке популације                                                        | 9.37     |
| 121 | Просечан ниво образовања женског становништва                                                    | 8.71     |
| 122 | Економски активно становништво                                                                   | 51688    |
| 123 | Економски активна мушка популација                                                               | 36078    |
| 124 | Економски активна женска популација                                                              | 15610    |
| 125 | Становништво које није економски активно                                                         | 47495    |
| 126 | Мушко становништво које није економски активно                                                   | 12341    |
| 127 | Женско становништво које није економски активно                                                  | 35154    |
| 128 | Запослено становништво                                                                           | 49546    |
| 129 | Запослено мушко становништво                                                                     | 34320    |
| 130 | Запослено женско становништво                                                                    | 15226    |
| 131 | Незапослена популација                                                                           | 2142     |
| 132 | Незапослена мушка популација                                                                     | 1758     |
| 133 | Незапослена женска популација                                                                    | 384      |
| 134 | Становништво без права на здравствене услуге                                                     | 45439    |
| 135 | Становништво које има право на здравствене услуге                                                | 87231    |
| 136 | Становништво које има право на ИМСС                                                              | 42981    |
| 137 | Становништво које има право на социјално осигурање                                               | 4515     |
| 138 | Становништво које има право на државно социјално осигурање                                       | 5593     |
| 139 | Становништво које има право на опште осигурање или здравствено осигурање за нову генерацију      | 31443    |
| 140 | Становништво које је било једном или није било у браку током 12 година и више                    | 33269    |
| 141 | Венчано или уједињено становништво од 12 година и више                                           | 59103    |
| 142 | Становништво које је било у браку или уједињено 12 година и више                                 | 7133     |
| 143 | Становништво са католичком религијом                                                             | 118659   |
| 144 | Протестанти, еванђелисти и библијски следбеници различити од еванђелиста                         | 9077     |
| 145 | Становништво са другим религијама различитим од претходних                                       | 71       |
| 146 | Становништво без религије                                                                        | 2323     |
| 147 | Укупно пописаних домаћинства                                                                     | 30618    |
| 148 | Пописна домаћинства на челу са мушкарцима                                                        | 25155    |
| 149 | Пописна домаћинства на челу са женама                                                            | 5463     |
| 150 | Становништво у пописним домаћинствима                                                            | 133111   |
| 151 | Становништво у пописним домаћинствима на челу са мушкарцима                                      | 112837   |
| 152 | Становништво у пописним домаћинствима на челу са женама                                          | 20274    |
| 153 | Укупно домаћинстава                                                                              | 37776    |
| 154 | Укупно насељених домаћинстава                                                                    | 31150    |
| 155 | Укупно приватних кућа                                                                            | 37244    |
| 156 | Насељени приватни домови                                                                         | 30618    |
| 157 | Укупно насељених приватних кућа                                                                  | 31149    |
| 158 | Ненасељене приватне куће                                                                         | 4141     |
| 159 | Појединачна домаћинства за привремену употребу                                                   | 2485     |
| 160 | Становници у насељеним приватним кућама                                                          | 133111   |
| 161 | Насељеност станара у приватним становима                                                         | 4.35     |
| 162 | Просечно становника по соби у приватним насељеним домаћинствима                                  | 1.05     |
| 163 | Појединачна домаћинства са подовима од различитих материјала од земље                            | 29216    |
| 164 | Појединачна домаћинства у приземљу                                                               | 1197     |
| 165 | Појединачна домаћинства са једном спаваћом собом                                                 | 9246     |
| 166 | Појединачна домаћинства са две спаваће собе и више                                               | 21210    |
| 167 | Појединачна домаћинства са једним собом                                                          | 1546     |
| 168 | Појединачна домаћинства са две собе                                                              | 4115     |
| 169 | Појединачна домаћинства са 3 собе и више                                                         | 24741    |
| 170 | Појединачна домаћинства која имају електрично светло                                             | 30295    |
| 171 | Појединачна домаћинства која немају електрично светло                                            | 178      |
| 172 | Појединачна домаћинства која имају водоводну воду у стамбеном простору                           | 28357    |
| 173 | Појединачна домаћинства која немају водоводну воду у стамбеном простору                          | 2056     |
| 174 | Појединачна домаћинства која имају тоалет                                                        | 29578    |
| 175 | Појединачна домаћинства која имају канализацију                                                  | 29218    |
| 176 | Појединачна домаћинства која немају канализацију                                                 | 1158     |
| 177 | Појединачна домаћинства која имају електрично светло, довод воде из јавне мреже и канализацију   | 27334    |
| 178 | Појединачна домаћинства без икаквих услова                                                       | 445      |
| 179 | Појединачна домаћинства која имају радио                                                         | 26060    |
| 180 | Појединачна домаћинства која имају телевизор                                                     | 29183    |
| 181 | Појединачна домаћинства која имају фрижидер                                                      | 22281    |
| 182 | Појединачна домаћинства која имају машину за веш                                                 | 18584    |
| 183 | Појединачна домаћинства која имају аутомобил или комби                                           | 13220    |
| 184 | Појединачна домаћинства која имају рачунар                                                       | 8090     |
| 185 | Појединачна домаћинства која имају фиксну телефонску линију                                      | 9339     |
| 186 | Појединачна домаћинства која имају мобилни телефон                                               | 19382    |
| 187 | Појединачна домаћинства која имају приступ интернету                                             | 4697     |